# Yushu (Jilin)
Yushu (chiń. 榆树; pinyin Yúshù) – miasto na prawach powiatu w północno-wschodnich Chinach, w prowincji Jilin, w zespole miejskim Changchun. W 1999 roku liczba mieszkańców miasta wynosiła 1 220 970.